# Verwaltungsgemeinschaft Kumhausen
Die Verwaltungsgemeinschaft Kumhausen im niederbayerischen Landkreis Landshut wurde im Zuge der Gemeindegebietsreform am 1. Mai 1978 gegründet und zum 1. Januar 1980 bereits wieder aufgelöst.
Ihr gehörten die Gemeinden Kumhausen und Tiefenbach an.
Sitz der Verwaltungsgemeinschaft war Kumhausen.